# Paysage D'Hiver
Paysage D'Hiver е швейцарска блек метъл група, сформирана в град Берн през 1997 година.
Tobias „Wintherr“ Möckl, който е и единствен член на групата, посочва албумите на Burzum – Hvis lyset tar oss и Filosofem, като вдъхновение за своята музика.

## Дискография
- 1998 – „Steineiche“
- 1998 – „Schattengang“
- 1999 – „Die Festung“
- 2000 – „Kerker“
- 2000 – „Paysage d'Hiver“
- 2001 – „Kristall & Isa“
- 2002 – „Winterkälte“
- 2003 – „Schnee / Das Winterreich Split“
- 2004 – „Paysage d'Hiver / Lunar Aurora Split“
- 2004 – „Nacht“
- 2007 – „Einsamkeit“
- 2013 – „Das Tor“
- 2020 – „Im Wald“